# هیزل گرین (کنتاکی)
هیزل گرین (به انگلیسی: Hazel Green) یک منطقهٔ مسکونی در ایالات متحده آمریکا است که در شهرستان وولف، کنتاکی واقع شده‌است. هیزل گرین ۲۸۱٫۰۳ متر بالاتر از سطح دریا واقع شده‌است.